# Pinguin antarctic
Pinguinul antarctic (Pygoscelis antarcticus), numit și pinguin cu frâu, este o specie de pinguin din genul Pygoscelis.

## Descriere
Pinguinul antarctic ajunge până la o lungime de circa 68–76 cm și o greutate (care variază în funcție de momentul anului) de aproximativ 3,2–5,3 kg. Masculii sunt mai înalți și mai grei față de femele.
Înotătoarele pinguinilor antarctici ajunși la maturitate sunt albe și au amândouă o margine albă; partea interioară a acestora este albă.

## Dietă
Dieta pinguinului antarctic constă în pești, krilli, creveți și calmari.

## Ecologie

### Prădători
Prădătorul principal al acestui pinguin este foca leopard (Hydrurga leptonyx). Pe sol, lupul de mare subantarctic (Stercorarius antarcticus), lupul de mare antarctic (Stercorarius maccormicki) și furtunarul uriaș (Macronectes giganteus) sunt prădătorii principali ai acestuia. Aceste trei specii vânează în general ouă și pui de pinguini antarctici. De asemenea, otaria antarctică (Arctocephalus gazella) omoară ocazional pinguini antarctici.

### Stare de conservare
Uniunea Internațională pentru Conservarea Naturii clasifică această specie drept specie neamenințată cu dispariția.

## Galerie

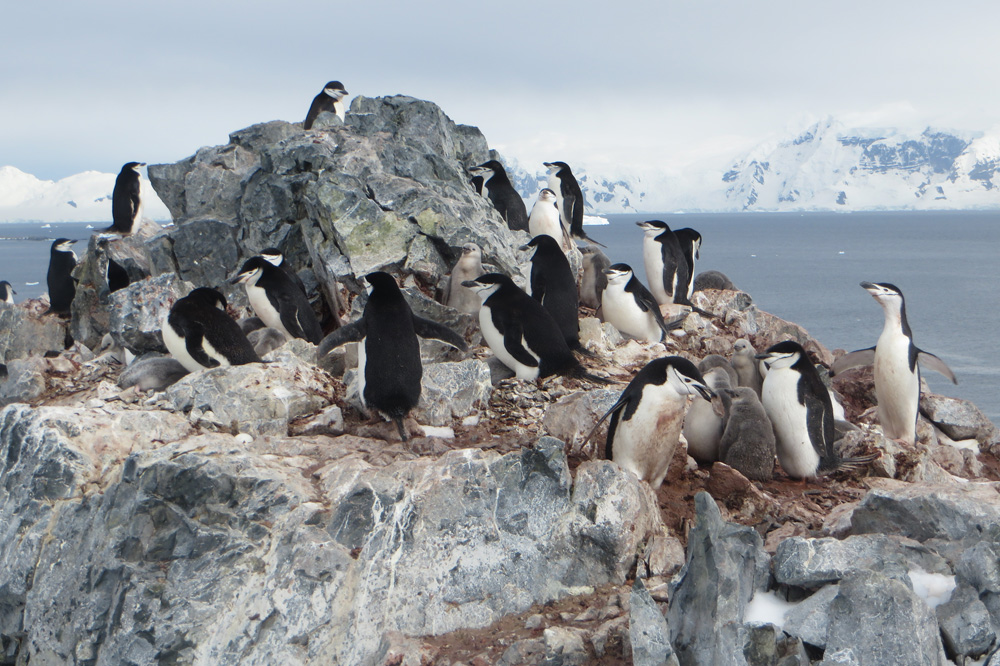
Colonie de pinguini antarctici
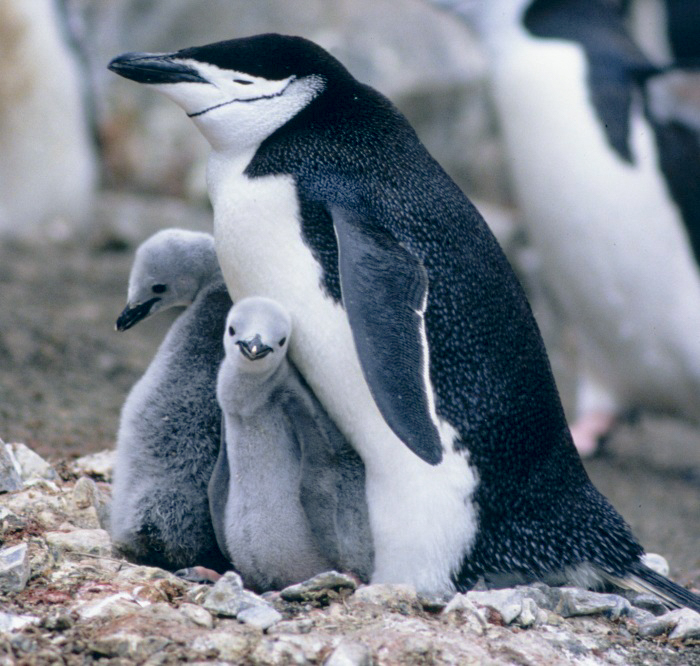
Adult și juvenili
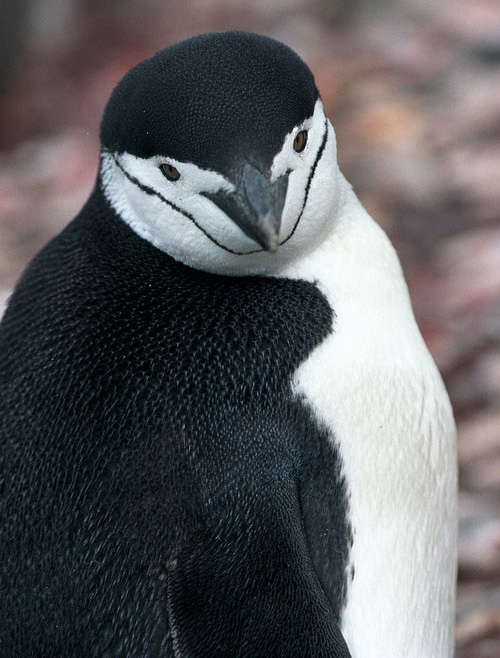
Pinguin antarctic